# Schloss Parsow
Das Schloss Parsow (polnisch Pałac w Parsowie) ist ein Herrenhaus im hinterpommerschen Parsowo in der heutigen Woiwodschaft Westpommern in Polen.

## Geschichte
Ein Herrensitz in Parsow ist in einer Urkunde Kasimirs I. von Pommern von 1172 belegt. Die ursprüngliche Burg war vermutlich eine Fluchtburg, die durch Graben und Palisade geschützt war. Der Ort gehörte damals der Familie von Parsow, deren letzter Erbe der 1558 verstorbene Lorenz von Parsow war. Daraufhin wurde Jakob von Heydebreck durch Kurfürst Friedrich Wilhelm mit dem Ort belehnt. Unter der Familie von Heydebreck bestand ein zeitgemäßes Festes Haus.
Ab 1772 war die briefadelige Familie von Gerlach, vertreten durch Friedrich Wilhelm von Gerlach Besitzer des Guts. Dessen Nachfolger, Ludwig August Wilhelm von Gerlach, ließ 1782 den heute als Mitteltrakt erhaltenen Bau unweit des bestehenden Festen Hauses errichten. Bogislaw von Gerlach ließ nach 1860 dem Bau einen Nordflügel im Tudorstil zufügen. Die Nachfahren stifteten zur Erbregelung einen Familienfideikommiss. Der spätere Landrat Carl Heinrich von Gerlach. übernahm die Gutsleitung. Ihm folgte zuerst der ältere Sohn, Leutnant Bogislav von Gerlach, dessen Karriere an der Ritterakademie am Dom zu Brandenburg begann. Dann folgte dessen jüngerer Bruder August von Gerlach, der eine Erwähnung im Jahrbuch der Millionäre erfuhr, ohne Angaben näherer Daten.
Um 1910 wurde ein Südflügel angebaut, um die drei Bauteile zu einem Gesamtbau zusammenfügen. Das Herrenhaus verfügte über eine Fideikommissbibliothek mit 4000 Bänden zur pommerschen Geschichte. Ende der 1930er Jahre, kurz vor Kriegsbeginn, beinhaltete das Rittergut Parsow eine Größe von 727 ha. Das dazugehörige Rittergut Schwemmin wiederum umfasste eine Fläche von 773 ha. Eigentümer war Carl August von Gerlach-Parsow (1883–1945), verheiratet mit Ruth von Bonin-Bottschow. Die drei Töchter heirateten in Adelsfamilien ein. Der einzige Sohn August-Tessen von Gerlach führte bereits ein Stadtgut Körlin und das Gut Trienke.
Bei der Besetzung durch die Rote Armee wurde das Schloss verwüstet, die Bibliothek verbrannte größtenteils. Heute ist das Herrenhaus restauriert.